# Benedikt Kautsky

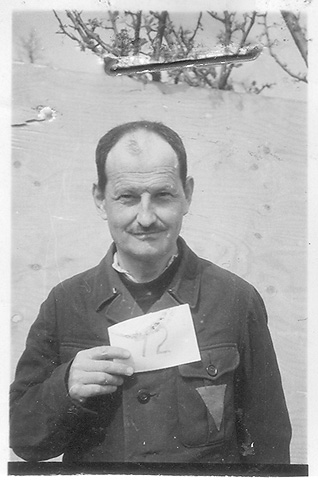
Benedikt Kautsky nach seiner Befreiung im KZ Buchenwald

Benedikt Kautsky (* 1. November 1894 in Stuttgart; † 1. April 1960 in Wien) war ein österreichischer Ökonom und Finanzfachmann.

## Leben
Er war Sohn von Luise und Karl Kautsky und Enkel der Schriftstellerin Minna Kautsky und des Malers Johann Kautsky. Von 1912 bis 1920 war Kautsky Sekretär von Otto Bauer und von 1921 bis 1938 Sekretär der Wiener Arbeiterkammer sowie ab 1923 auch Herausgeber der Zeitschrift Arbeit und Wirtschaft. Im Mai 1938 wurde er nach dem „Anschluss  Österreichs“ an das Deutsche Reich verhaftet. Zunächst war Kautsky für drei Monate im KZ Dachau inhaftiert, bevor er in das KZ Buchenwald verlegt wurde. Von dort wurde er im Oktober 1942 nach Auschwitz verbracht, wobei er als Häftling im KZ Auschwitz III Monowitz auf der Baustelle des I.G.-Farben-Werks Zwangsarbeit leisten musste.
Später wurde Kautsky zurück in das KZ Buchenwald verlegt. Dort gehörte er neben Hermann Brill und Ernst Thape zu den Sozialdemokraten, die gemeinsam mit Kommunisten und christlichen Demokraten im Februar 1945 das Volksfrontkomitee Buchenwald bildeten. Er gehörte auch zu den Mitunterzeichnern des Buchenwalder Manifests.
Kautsky wurde im April 1945 aus dem KZ Buchenwald befreit.
Nach Kriegsende lebte Kautsky von 1945 bis 1950 in Zürich. Er arbeitete in den Jahren 1950 bis 1958 nacheinander als Privatdozent an der Universität Graz und als Leiter der Otto-Möbes-Volkswirtschaftsschule in Graz. Kautsky trat der Sozialistischen Partei Österreichs bei. 1958 wurde Kautsky zum stellvertretenden Generaldirektor der Creditanstalt-Bankverein ernannt.
Er war außerdem Verfasser des Vorentwurfes des Parteiprogramms der Sozialistischen Partei Österreichs (SPÖ) im Jahre 1958 und einer der maßgeblichen Autoren des Godesberger Programms der deutschen Sozialdemokraten im Jahr 1959.

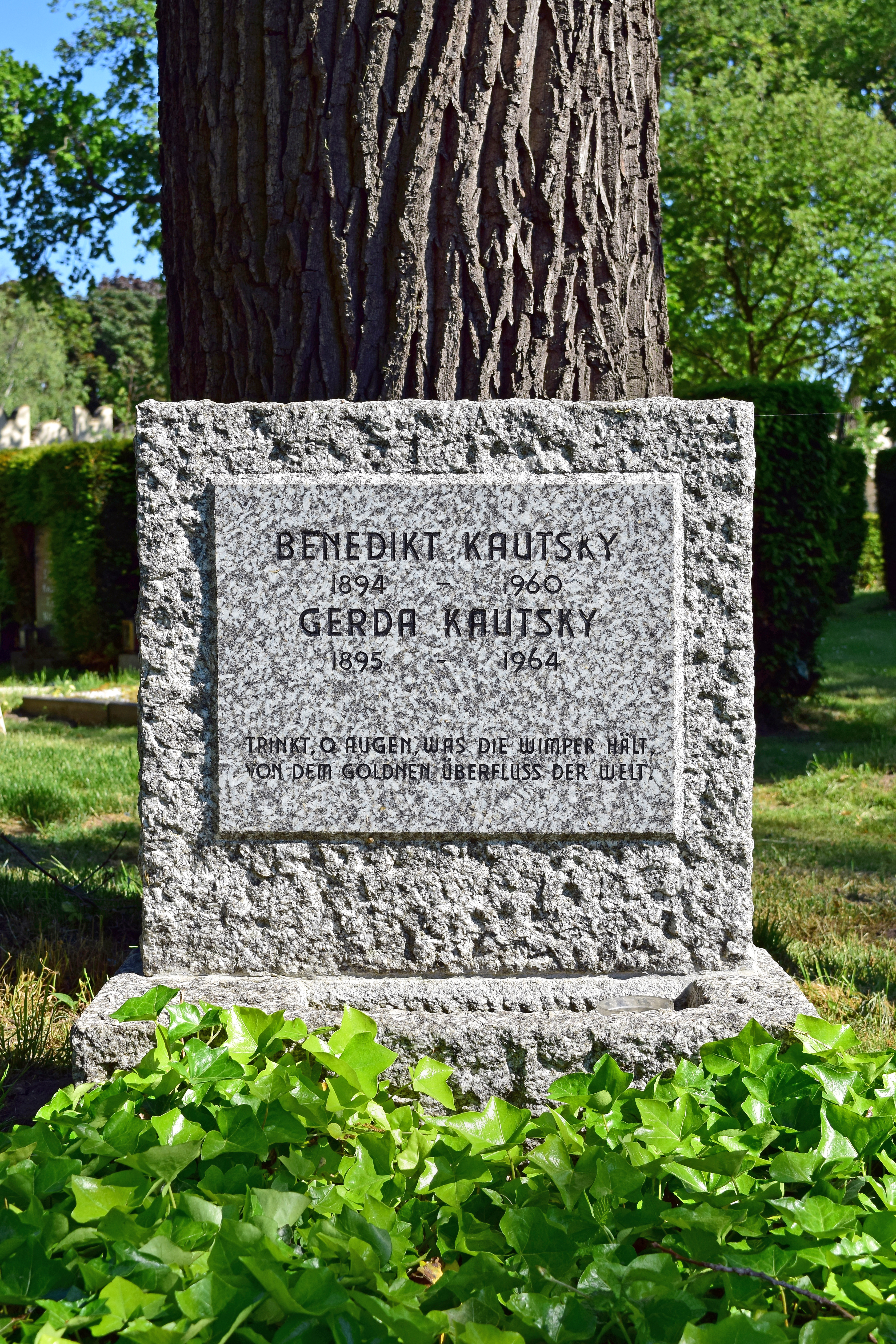
Grabstätte von Benedikt Kautsky

Er ruht in einem ehrenhalber gewidmeten Grab (Abteilung 1, Ring 3, Gruppe 2, Nummer 74) im Urnenhain der Feuerhalle Simmering.

## Ehrungen
Der Bund Sozialdemokratischer Akademikerinnen und Akademiker, Intellektueller, Künstlerinnen und Künstler (BSA) Graz verleiht seit 2002 einen Benedikt-Kautsky-Wirtschaftspreis. Der seit 1960 bestehende Arbeitskreis Dr. Benedikt Kautsky, eine sozialdemokratische Ökonomenvereinigung, trägt seinen Namen.

## Werke

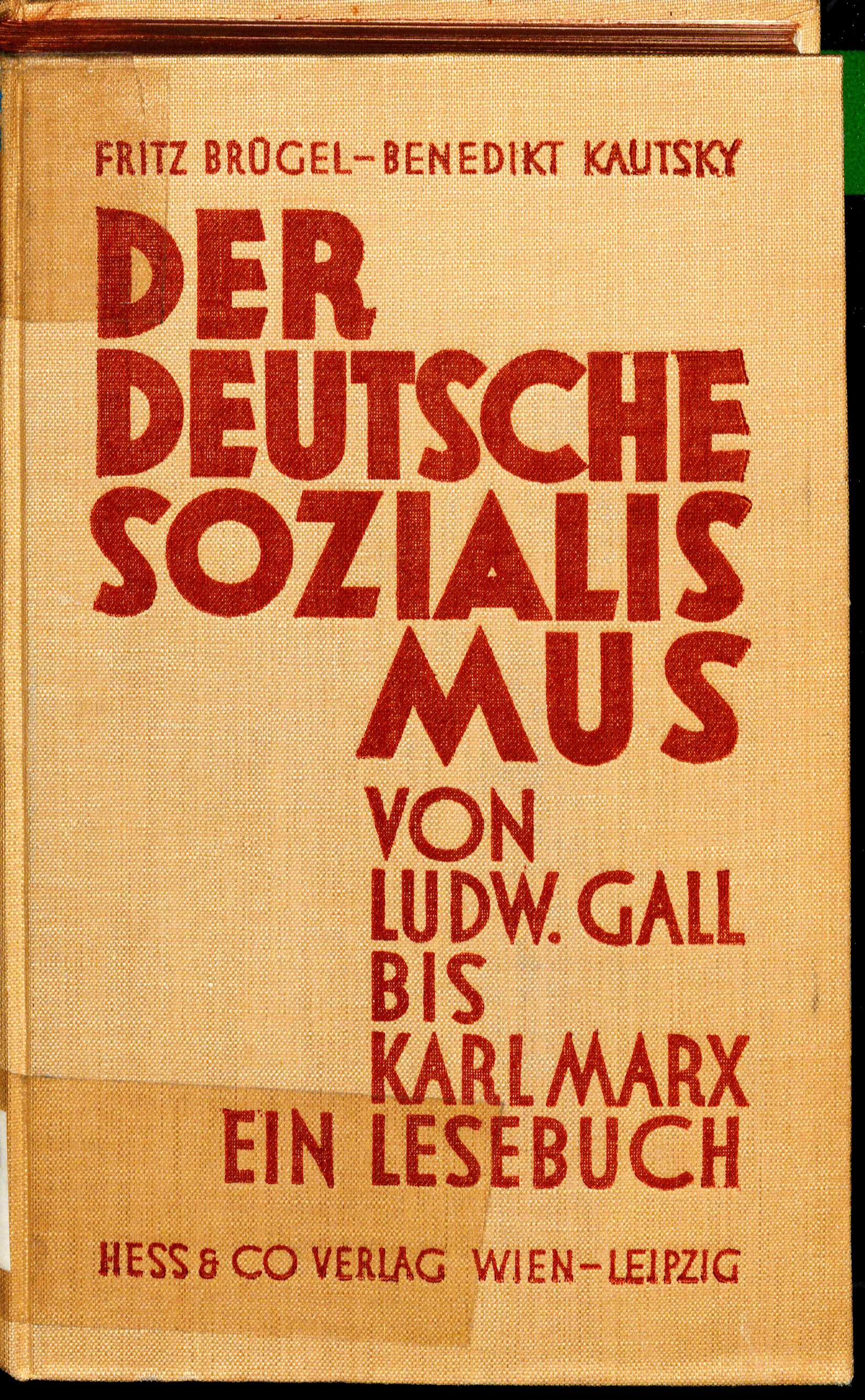
Fritz Brügel, Benedikt Kautsky (Hrsg.): Der deutsche Sozialismus von Ludwig Gall bis Karl Marx. Hess & Co., Wien 1931

- Zur Geschichte der Theorie vom fixen und zirkulierenden Kapital. In: Jahrbuch der Dissertationen der Philosophischen Fakultät Berlin 1919–1920. Berlin 1921, S. 169–175.
- Wirtschaftsprobleme der Gegenwart. Gewerkschaftskommission Deutschösterreichs. Arbeit und Wirtschaft, Wien 1923.
- Karl Marx: Das Kapital. Kritik der politischen Ökonomie. Im Zusammenhang ausgewählt und eingeleitet von Benedikt Kautsky. Kröner, Leipzig 1929
- Reparationen und Rüstungen. Hess, Wien 1931.
- Willst du Marxist werden? Kleiner Wegweiser durch die sozialistische Literatur. Wiener Volksbuchhandlung, Wien 1933.
- Deutschland und England vor dem Weltkrieg. Historische Parallelen. Thalia, Wien 1936.
- Luise Kautsky zum Gedenken. Nachrufe von Friedrich Adler und Oda Lerda-Olberg. Berichte aus Amsterdam, Annie van Scheltema; aus Birkenau, Dr. med. Lucie Adelsberger; Briefe aus und über Buchenwald von Benedikt Kautsky. Willard, New York NY 1945.
- Teufel und Verdammte. Erfahrungen und Erkenntnisse aus sieben Jahren in deutschen Konzentrationslagern. Büchergilde Gutenberg, Zürich 1946.
- als Hrsg.: Rosa Luxemburg: Briefe an Freunde. Nach dem von Luise Kautsky fertiggestellten Manuskript. Europäische Verlagsanstalt EVA, Hamburg 1950.
- als Hrsg. und Bearbeiter: Friedrich Engels’ Briefwechsel mit Karl Kautsky (= Quellen und Untersuchungen zur Geschichte der deutschen und österreichischen Arbeiterbewegung, 1). 2., durch die Briefe Karl Kautskys vervollständigte Ausgabe von Aus der Frühzeit des Marxismus. Danubia, Wien 1955.
- Nachwort zu: Otto Bauer: Einführung in die Volkswirtschaftslehre. Einleitung Ernst Winkler. Wiener Volksbuchhandlung, Wien 1956
- als Hrsg.: Karl Kautsky: Erinnerungen und Erörterungen (= Quellen und Untersuchungen zur Geschichte der deutschen und österreichischen Arbeiterbewegung. 3). Mouton, ’s-Gravenhage 1960.
- Morden und Stehlen. In: Hans Günther Adler, Hermann Langbein, Ella Lingens-Reiner (Hrsg.): Auschwitz. Zeugnisse und Berichte. 2., rev. Auflage. EVA, Köln 1979, ISBN 3-434-00411-4, S. 84ff. (Erstauflage 1962)
  - 6. Auflage. mit einem Vorwort zur Editionsgeschichte von Katharina Stengel: Schriftenreihe 1520. Bundeszentrale für politische Bildung BpB, Bonn 2014, ISBN 978-3-8389-0520-4, S. 88–93.